# Zanthoxylum
Genre
Classification phylogénétique
Zanthoxylum (du grec ξανθὸν ξύλον, « Bois jaune ») est un genre qui comporte environ 250 espèces d'arbres et d'arbustes persistants ou caducs, dans la famille des Rutacées, originaire des régions tropicales, subtropicales et tempérées du monde. 
Le fruit, les feuilles, les fleurs et parfois l'écorce de plusieurs espèces est utilisé comme épice (cf. poivre du Sichuan), mais l'écorce est le plus souvent toxique (voir Rutacées).

## Liste des espèces
Selon World Flora Online (WFO) (16 décembre 2021) :
- Zanthoxylum acanthopodium DC.
- Zanthoxylum aculeatissimum Engl.
- Zanthoxylum acuminatum (Sw.) Sw.

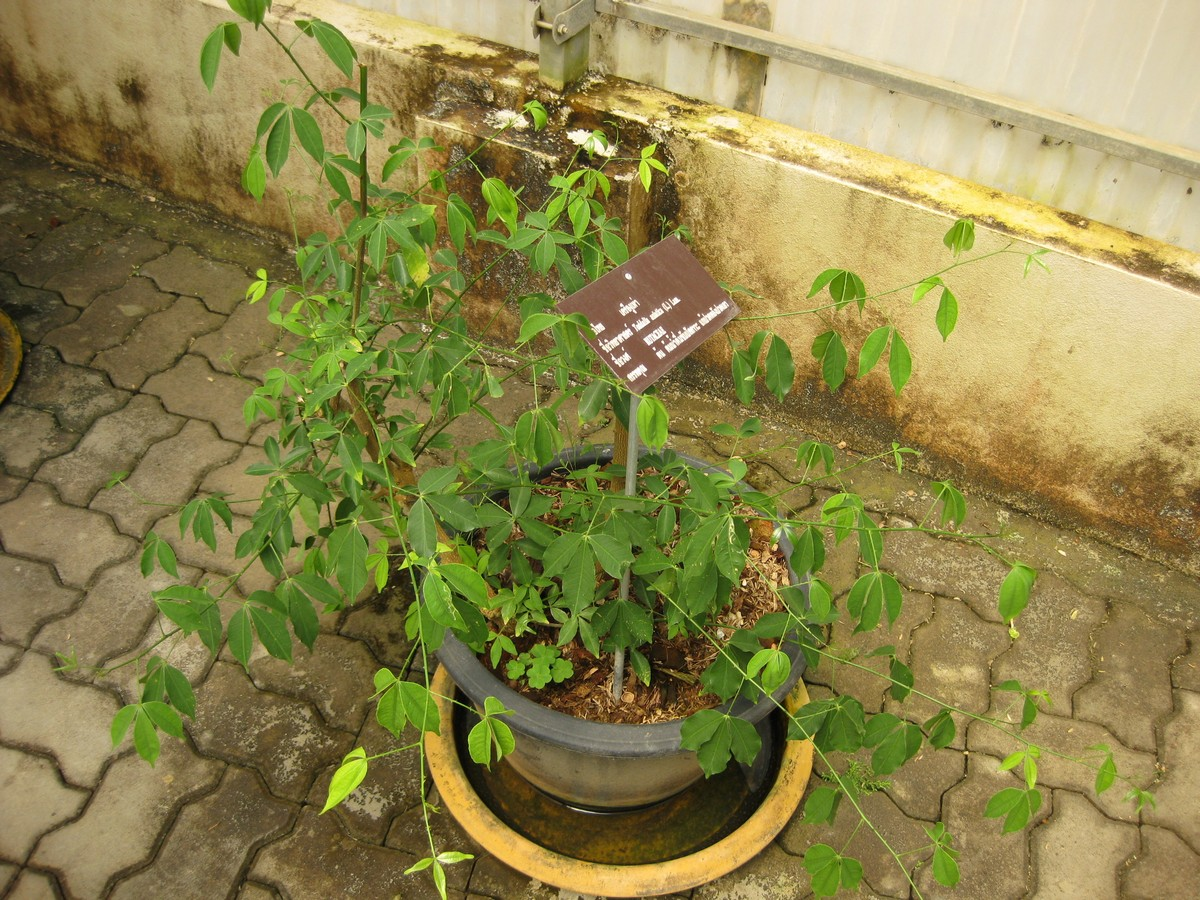
Jeune plant de Zanthoxylum asiaticum ou Toddalia asiatica, Jardin botanique de la reine Sirikit, Thaïlande

- Zanthoxylum ailanthoides Siebold & Zucc.
- Zanthoxylum albuquerquei D.R. Simpson
- Zanthoxylum amapaense (Albuq.) P.G.Waterman
- Zanthoxylum americanum Mill.
- Zanthoxylum anadenium (Urb. & Ekman) J. Jiménez Alm.
- Zanthoxylum anison L.O. Williams
- Zanthoxylum anodynum Ant.Molina
- Zanthoxylum apiculatum (Sandwith) P.G.Waterman
- Zanthoxylum arborescens Rose
- Zanthoxylum armatum DC.
- Zanthoxylum austrosinense C.C. Huang
- Zanthoxylum avicennae (Lam.) DC.
- Zanthoxylum beecheyanum K.Koch
- Zanthoxylum bifoliolatum Leonard
- Zanthoxylum bissei Beurton
- Zanthoxylum bluettianum Rock
- Zanthoxylum bouetense (Pierre ex Letouzey) P.G.Waterman
- Zanthoxylum brisasanum (Cuatrec.) P.G. Waterman
- Zanthoxylum buesgenii (Engl.) P.G.Waterman
- Zanthoxylum bungeanum Maxim.
- Zanthoxylum calcicola C.C. Huang
- Zanthoxylum capense (Thunb.) Harv.
- Zanthoxylum caribaeum Lam.
- Zanthoxylum chalybeum Engl.
- Zanthoxylum ciliatum Engl.
- Zanthoxylum claessensii (De Wild.) P.G.Waterman
- Zanthoxylum clava-herculis L.
- Zanthoxylum coco Gillies ex Hook. f. & Arn.
- Zanthoxylum collinsiae W. G. Craib
- Zanthoxylum comosum (Herzog) P.G. Waterman
- Zanthoxylum compactum (Huber ex Albuq.) P.G.Waterman
- Zanthoxylum coriaceum A. Rich.
- Zanthoxylum culantrillo Kunth
- Zanthoxylum davyi Waterm.
- Zanthoxylum decaryi H. Perrier
- Zanthoxylum deremense (Engl.) Kokwaro
- Zanthoxylum dinklagei (Engl.) P.G.Waterman
- Zanthoxylum dipetalum H. Mann
- Zanthoxylum dissitum Hemsl.
- Zanthoxylum djalma-batistae (Albuq.) P.G. Waterman
- Zanthoxylum dumosum A. Rich.
- Zanthoxylum echinocarpum Hemsl.
- Zanthoxylum ekmanii (Urb.) Alain
- Zanthoxylum elegantissimum P. Wilson
- Zanthoxylum elephantiasis Macfad.
- Zanthoxylum engleri Waterm.
- Zanthoxylum esquirolii H. Lév.
- Zanthoxylum fagara (L.) Sarg.
- Zanthoxylum falcifolia Engl.
- Zanthoxylum flavum Vahl
- Zanthoxylum foliolosum Donn.Sm.
- Zanthoxylum formiciferum (Cuatrec.) P.G. Waterman
- Zanthoxylum furcyensis (Urb.) J. Jiménez Alm.
- Zanthoxylum gardneri Engl.
- Zanthoxylum gentryi Reynel
- Zanthoxylum gilletii (De Wild.) P.G.Waterman
- Zanthoxylum glomeratum C.C. Huang
- Zanthoxylum hamadryadicum Pirani
- Zanthoxylum harrisii P. Wilson
- Zanthoxylum hawaiiense Hillebr.
- Zanthoxylum heitzii (Aubrév. & Pellegr.) P.G.Waterman
- Zanthoxylum hillebrandii Waterman
- Zanthoxylum holtzianum (Engl.) P.G. Waterman
- Zanthoxylum huberi P.G.Waterman
- Zanthoxylum humile Waterm.
- Zanthoxylum insularis Rose
- Zanthoxylum integrifolium (Merr.) Merr.
- Zanthoxylum juniperinum Poepp.
- Zanthoxylum kauaense A. Gray
- Zanthoxylum khasianum Hook. f.
- Zanthoxylum kleinii (R.S. Cowan) P.G. Waterman
- Zanthoxylum kwangsiense (Hand.-Mazz.) Chun ex C.C. Huang
- Zanthoxylum laetum Drake
- Zanthoxylum laurentii (De Wild.) P.G.Waterman
- Zanthoxylum lemairei (De Wild.) P.G.Waterman
- Zanthoxylum lenticellosum (Urb. & Ekman) J. Jiménez Alm.
- Zanthoxylum lenticulare Reynel
- Zanthoxylum lepidopteriphilum Reynel
- Zanthoxylum leprieurii Guill. & Perr.
- Zanthoxylum liboense C.C. Huang
- Zanthoxylum liebmannianum (Engl.) P. Wilson
- Zanthoxylum limoncello Planch. & Oerst. ex Triana & Planch.
- Zanthoxylum lindense (Engl.) Kokwaro
- Zanthoxylum lomincola (Urb.) A. H. Liogier
- Zanthoxylum macranthum (Hand.-Mazz.) C.C. Huang
- Zanthoxylum madagascariense Baker
- Zanthoxylum mananarense H. Perrier
- Zanthoxylum mantaro (J.F. Macbr.) J.F. Macbr.
- Zanthoxylum martinicense (Lam.) DC.
- Zanthoxylum maviense H. Mann
- Zanthoxylum mayanum Standl.
- Zanthoxylum megistophyllum (Burtt) T.G. Hartley
- Zanthoxylum melanostictum Schltdl. & Cham.
- Zanthoxylum mezoneurispinosum (Aké Assi) W.D.Hawth.
- Zanthoxylum micranthum Hemsl.
- Zanthoxylum microcarpum Griseb.
- Zanthoxylum mildbraedii (Engl.) P.G.Waterman
- Zanthoxylum molle Rehder
- Zanthoxylum mollissimum (Engl.) P.Wilson
- Zanthoxylum monogynum A. St.-Hil.
- Zanthoxylum motuoense C.C. Huang
- Zanthoxylum multijugum Franch.
- Zanthoxylum myriacanthum Wall. ex Hook. f.
- Zanthoxylum nannophyllum (Urb.) A. H. Liogier
- Zanthoxylum nebuletorum (Herzog) P.G. Waterman
- Zanthoxylum nemorale Mart.
- Zanthoxylum nigrum Mart.
- Zanthoxylum nitidum (Roxb.) DC.
- Zanthoxylum oahuense Hillebr.
- Zanthoxylum ovalifolium Tutcher
- Zanthoxylum ovatifoliolatum (Engl.) Finkelstein
- Zanthoxylum oxyphyllum Edgew.
- Zanthoxylum panamense P.Wilson
- Zanthoxylum paracanthum Kokwaro
- Zanthoxylum paulae (Albuq.) P.G. Waterman
- Zanthoxylum pentandrum (Aubl.) R.A.Howard
- Zanthoxylum petenense Lundell
- Zanthoxylum petiolare A.St.-Hil. & Tul.
- Zanthoxylum phyllopterum (Griseb.) Wright
- Zanthoxylum piasezkii Maxim.
- Zanthoxylum pilosiusculum (Engl.) P.G.Waterman
- Zanthoxylum pilosulum Rehder & E.H. Wilson
- Zanthoxylum pimpinelloides (Lam.) DC.
- Zanthoxylum poggei (Engl.) P.G.Waterman
- Zanthoxylum pteracanthum Rehder & E.H. Wilson
- Zanthoxylum pucro D.M Porter
- Zanthoxylum punctatum Vahl
- Zanthoxylum quassiifolium (Donn. Sm.) Standl. & Steyerm.
- Zanthoxylum quinduense Tul.
- Zanthoxylum retusum (Albuq.) P.G. Waterman
- Zanthoxylum rhetsa (Roxb.) DC.
- Zanthoxylum rhodoxylum (Urb.) P. Wilson
- Zanthoxylum rhoifolium Lam.
- Zanthoxylum rhombifoliolatum C.C. Huang
- Zanthoxylum riedelianum Engl.
- Zanthoxylum rigidum Humb. & Bonpl. ex Willd.
- Zanthoxylum robiginosum (Reeder & S.Y. Cheo) C.C. Huang
- Zanthoxylum rubescens Planch. ex Hook.
- Zanthoxylum scandens Blume
- Zanthoxylum schinifolium Siebold & Zucc.
- Zanthoxylum schreberi (J.F.Gmel.) Reynel ex C.Nelson
- Zanthoxylum semiarticulatum H. St. John & Hosaka
- Zanthoxylum setulosum P.Wilson
- Zanthoxylum sicyoides L.
- Zanthoxylum simulans Hance
- Zanthoxylum skottsbergii H. St. John
- Zanthoxylum spinosum (L.) Sw.
- Zanthoxylum sprucei Engl.
- Zanthoxylum stelligerum Turcz.
- Zanthoxylum stenophyllum Hemsl.
- Zanthoxylum stipitatum C.C. Huang
- Zanthoxylum subspicatum H. Perrier
- Zanthoxylum syncarpum Tul.
- Zanthoxylum taediosum A. Rich.
- Zanthoxylum tambopatense Reynel
- Zanthoxylum tetraphyllum (Urb. & Ekman) J. Jiménez Alm.
- Zanthoxylum thomasianum Krug & Urban Ex P. Wilson
- Zanthoxylum thomense A. Chev. ex Waterman
- Zanthoxylum thorncroftii Waterm.
- Zanthoxylum thouvenotii H. Perrier
- Zanthoxylum tingoassuiba A. St.-Hil.
- Zanthoxylum tomentellum Hook. f.
- Zanthoxylum tragodes DC.
- Zanthoxylum trichilioides Standl.
- Zanthoxylum trijugum (Dunkley) P.G. Waterman
- Zanthoxylum tsihanimposa H. Perrier
- Zanthoxylum undulatifolium Hemsl.
- Zanthoxylum usambarense (Engl.) Kokwaro
- Zanthoxylum verrucosum (Cuatrec.) P.G. Waterman
- Zanthoxylum viride (A.Chev.) P.G.Waterman
- Zanthoxylum weberbaueri (K. Krause) J.F. Macbr.
- Zanthoxylum williamsii Standl.
- Zanthoxylum wutaiense I.S.Chen
- Zanthoxylum xichouense C.C. Huang
- Zanthoxylum yuanjiangense C.C. Huang
- Zanthoxylum zanthoxyloides (Lam.) Zepern. & Timler

## Écologie
Les Zanthoxylum sont utilisés comme aliment par des larves de certains lépidoptères incluant Ectropis crepuscularia.

## Toxicité (racine et tige)
La toxicité des Zanthoxylum a été établie aussi bien chez l’homme que chez l’animal. En effet, en 1930 en Indiana (États-Unis), la toxicité de ce genre a été suspectée à la suite du décès d’ovins et de bovins qui ont ingéré l’écorce de Zanthoxylum americanum Miller. Ceci a été confirmé après l’accident survenu en Géorgie où huit bovins ont trouvé la mort à la suite de l'ingestion de l’écorce du Zanthoxylum clava-herculis L. ; il semblerait que les substances responsables de cette toxicité soient des alcaloïdes et qu’ils agiraient au niveau de la transmission neuromusculaire (Bowen et al., 1996). 
D’autres espèces, à savoir Zanthoxylum zanthoxyloides (Lam.)Zepernick et timler, Zanthoxylum macrophyllum Oliv. et Zanthoxylum madagascariensis Baker sont connues pour leur toxicité (par voie s.c, i.m et i.v), qui est utilisée à profit en Afrique de l’ouest pour fabriquer des poisons de chasse efficaces à partir de l’écorce des racines et des tiges (Neuwinger, 1996).